# Конёвич, Милан
Милан Коньович (серб. Милан Коњовић; 28 января 1898, Сомбор — 20 октября 1993, там же) — сербский художник.

## Биография
Родился 28 января 1898 года в Сомборе в семье юриста. Первая выставка Коньовича состоялась в 1914 году, когда он был студентом гимназии. Он выставил пятьдесят картин. В 1919 году поступил в Пражскую академию изобразительных искусств в класс Влахо Буковаца, затем продолжил обучение самостоятельно, посетил в целях образования Вену (1923), Берлин, Мюнхен, Дрезден. До 1932 года Коньович жил с женой Эммой в Париже, где принимал участие в выставках Парижского салона, затем вернулся в Сомбор.
В Сомборе художник посвятил своё творчество родным местам, также рисовал в Далмации. В 1941 году Коньович находился в заключении в лагере, где сделал много рисунков, а вернувшись в Сомбор, начал рисовать в приглушённых, серых тонах. В 1985 году Коньович начал рисовать первые вариации на Византийскую тему и в 1990 году представил около 30 работ из «Византийского периода». В 1986 году стал членом Югославской академии наук и искусства, а в 1992 году — членом Сербской академии наук и искусств. Скончался 20 октября 1993 года в родном Сомборе.

## Периоды
- Ранний период (1913—1928) — кубизм, неоклассицизм, академизм.
- Период голубого цвета (1929—1933) — в этот период художник сделал цвет важным элементом картин и добился хороших результатов, создав несколько качественных полотен, которые похвалили критики. Совпадает с периодом проживания Коньовича в Париже.
- Период красного цвета (1934—1940) — период, когда художник жил и работал в родном городе, рисовал много пейзажей.
- Период серого цвета (1941—1952) — военный и послевоенный период; Конёвич начал рисовать кладбище, похороны, нищих.
- Колористический период (1953—1960) — характерен чистый цвет, светлые мотивы.
- Ассоциативный период (1960—1985) — эмоциональные, резкие произведения.
- Византийский период (1985—1990) — работы этого периода вдохновлены византийским искусством.